# Maison Européenne de la Photographie

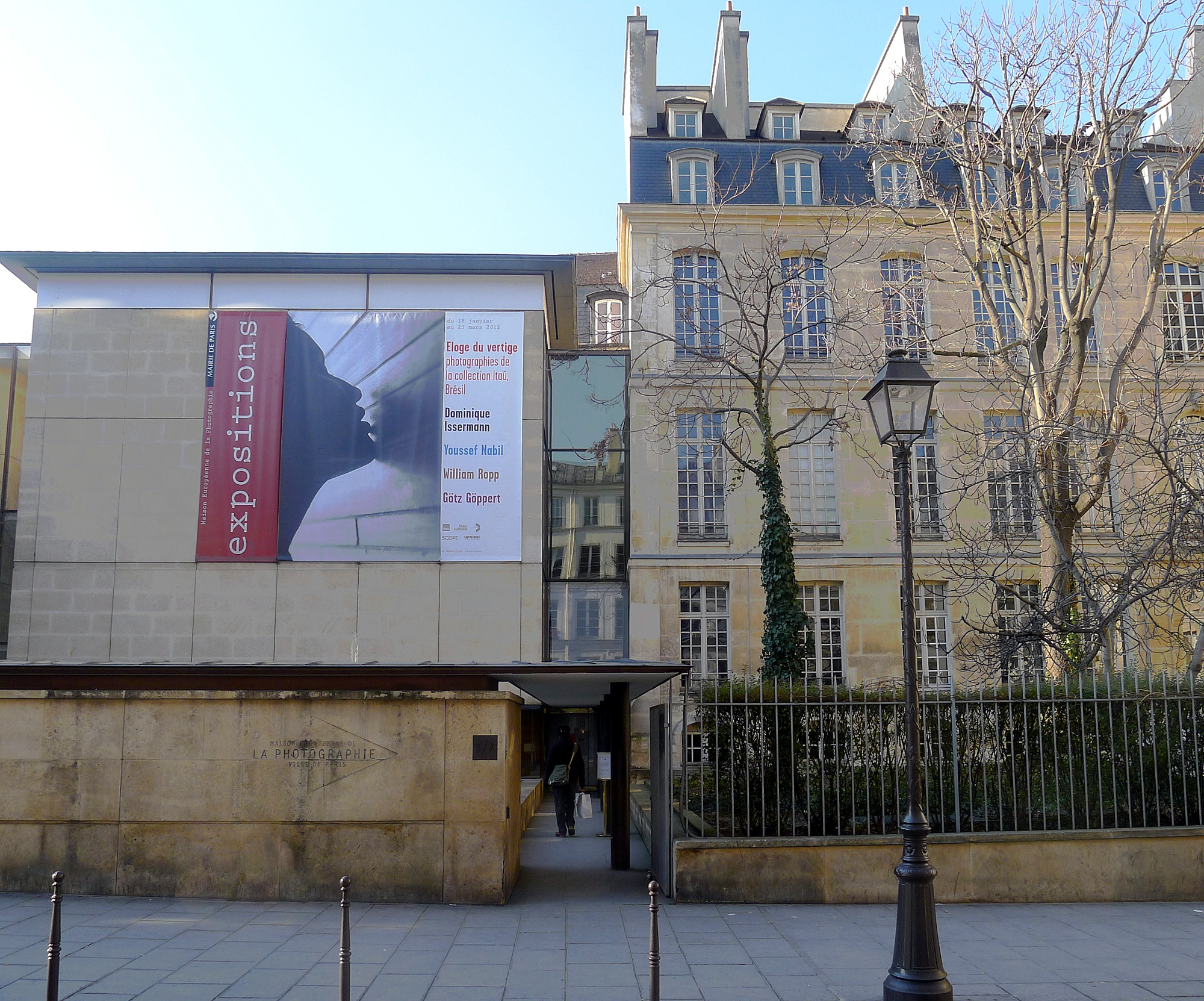
Maison Européenne de la Photographie

Das Maison Européenne de la Photographie (deutsch Europäisches Haus der Fotografie, kurz MEP) ist ein Zentrum für zeitgenössische Fotografie, das im Februar 1996 seine Tore öffnete im Marais, dem historischen Herzen von Paris.

## Ort und Aktivitäten
Das Hôtel Henault wurde 1706 für den Humanisten Hénault de Cantobre erbaut und beherbergt seit 1985 das Maison Européenne de la Photographie an der Rue de Fourcy 5/7, das 1978 auf Initiative des Vereins "Paris Audiovisuel – Maison Européenne de la Photographie" vom vormaligen französischen Präsidenten Jacques Chirac, Henry Chapier und der finanziellen Unterstützung der Pariser Stadtverwaltung gegründet wurde. Das Gebäude befindet sich bereits seit 1914 im Besitz der Pariser Stadtverwaltung. 1991 beauftragte sie das Architekturbüro von Yves Lion mit der Restaurierung des ursprünglichen Gebäudes sowie einem Anbau des neuen Flügels gegen die Rue de Fourcy beauftragte. Die der Straße zugewandte Seite bildet mit dem historischen Eisenwerk und dem zentralen Treppenhaus ein Beispiel für klassische Architektur.
Das MEP besteht aus einem Ausstellungsteil, einer großen Bibliothek, einem Auditorium und einem Videoraum mit einer großen Auswahl an Filmen. Die Besucher können ebenso das Café unter dem Gewölbe oder den Buchladen besuchen. Das MEP wurde mit dem Ziel gegründet, die drei grundlegenden fotografischen Medien (Ausstellungsdrucke, Buchseiten und Film) einfach zugänglich zu machen. Es bietet eine Vielzahl an kommentierten Rundgängen, Konferenzen und Filmzyklen in Bezug zu den Ausstellungen. Das Hôtel beheimatet nicht zuletzt eine Werkstatt für fotografische Restaurierung und Konservierung (Atelier de Restauration et de Conservation des Photographies de la Ville de Paris, kurz ARCP). Seit 1983 wird dort der fotografische Nachlass der Bibliotheken, Archive und Museen von Paris untergebracht und anderen französischen wie internationalen Institutionen zur Verfügung gestellt.
Die Sammlung ist zeitgenössischem Schaffen gewidmet. Sie umfasst ungefähr 20.000 Kunstwerke, hauptsächlich Fotografien (Silbergelatine als auch digitale Fotografie) und Videoarbeiten. Die Bibliothek versammelt 24.000 Bücher über Fotografie, Künstlerbücher und technische und theoretische Bände, ebenso wie Rara. Drei von vier Ausstellungszyklen werden jedes Jahr geplant, die sich thematisch mit Künstlern oder Bewegungen beschäftigen, die in der zweiten Hälfte des 20. Jahrhunderts und des 21. Jahrhunderts thematisch sind.
Das MEP steht seit 2018 unter der künstlerischen Leitung des britischen Kunsthistorikers Simon Baker.

## Ausstellungen (Auswahl)
- 1998: Shirin Neshat, "Women of Allah"
- 1998: Robert Frank, "Les Américains"
- 1998: "Polaroïd 50, art et technologie"
- 1999: Orlan, "Self-hybridations"
- 1999: Helmut Newton & Alice Springs, "Us and them"
- 1999: David Hockney, "Photographies, 1968–1997"
- 2000: Irving Penn, "A retrospective"
- 2000: Bettina Rheims & Serge Bramly, "I.N.R.I."
- 2001: Don McCullin, "Photographies 1961–2001"
- 2001: Raymond Depardon, "Détours"
- 2002: Josef Sudek, "Prague panoramique"
- 2003: Alain Fleischer, "La vitesse d'évasion"
- 2004: René Burri, "Photographies"
- 2005: Martin Parr, "1971–2001"
- 2005: Andy Warhol, "Red Books"
- 2005: Dmitri Baltermantz, "Rétrospective"
- 2006: Bernard Faucon, "Rétrospective 1976–1985"
- 2006: Johan van der Keuken, "Photographie et cinéma"
- 2007: Larry Clark, "Tulsa, 1963–1971"
- 2007: Alessandro Bertolotti, "Livres de nus, une anthologie"
- 2008: Édouard Boubat, "Révélation"
- 2008: Shōji Ueda, "Une ligne subtile"
- 2008: Annie Leibovitz, "A Photographer's Life, 1990–2005"
- 2009: Claude Lévêque, "Le Crépuscule du Jaguar"
- 2009: Henri Cartier-Bresson, "A vue d'oeil"
- 2010: Elliott Erwitt, "Personal Best"
- 2010: Robert Delpire, "Delpire & Cie".
- 2011: William Klein, "Rome + Klein"
- 2011: Jane Evelyn Atwood, "Photographies 1976–2010"
- 2011: Hervé Guibert, "Photographies"
- 2014: Barbara Luisi, "Oevres récentes"
- 2019: Ren Hang (photographer), "Love"